# غانيميد (إله)

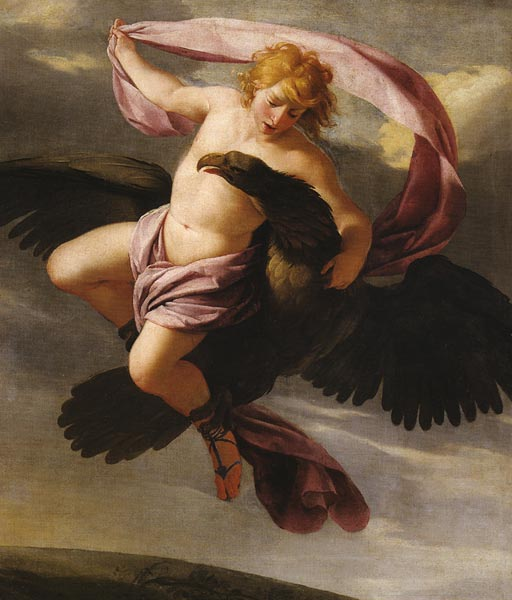
اختطاف غانيميد (حوالي 1650)، بقلم يوستاش لو سوير

غانيميد أو غانيميدس (بالإنجليزية: Ganymede or Ganymedes)‏ في العصور البدائية كان يعتبر إلها مسؤولا عن نثر المطر على الأرض. وهو يقارن بسوما الفيدي الذي، مثله، خطفه إندرا وحوله إلى باشق. وقد طابقه الفلكيون القدامى مع برج الدلو، حامل الماء.
كان غانيميد يبجل في سيكيون وفي غليوس جنبا إلى جنب مع هيبي. إنه يصور مراهق يعتمر قلنسوة فريجية ويغطي كتفيه بعباءة، إما جالسا إلى جانب زيوس أو يحمله نسر في الجو. على الرغم من الموقع المشرف الذي احتله على أوليمبوس، لم يكن غانيميد من منشأ مقدس، بما أنه ابن تروس، ملك فريجيا، وكاليرو. البعض قالوا إن والده هو لاوميدون، أو الوس، أو أساراکوس أو حتى أريكثونیوس.
كان مشهورًا بين البشر لجماله الخارق. وقد فتن به زیوس وأراد أن يجعله الأثير لديه، فأمر نسرا بجره من سهول ترود وجلبه إلى أوليمبوس وقيل أيضا إن زیوس نفسه أتخذ شكل نسر لكي يحمل المراهق الجميل. وعملية خطف غانيميد وقعت، وفقا لرويات مختلفة، في ميسيا، أو هارباجيا، في ايدا الفريجية أو في رأس دار دانوس. وتعويضا لتروس عن فقدانه لابنه قدم له زيوس جيادا رائعة «سريعة كالعاصفة». وعلى أوليمبوس أصبح غانيميد حامل كأس الآلهة

 ومتعة لأنظار الجميع لجماله.

## الميثولوجيا
تم اختطاف غانيميد من قبل زيوس من جبل إيدا بالقرب من طروادة في فريجيا. كان غانيميد راعي ريفي بسيط للماشية، وهي صفة من صفات طفولة البطل قبل اكتشاف وضعه المتميز. ينقل الصقر المراهق إلى جبل أوليمبوس، وتقول الرواية أن الصقر تحت سيطرة زيوس، أو أنه زيوس نفسه وقد تحول إلى صقر. في جبل أوليمبوس منح زيوس غانيميد الشباب الأبدي والخلود كحامل الكأس الرسمي للآلهة، بدلاً من هيبي، المعفاة من واجبات حمل الكأس عند زواجها من هيراكليس. في رواية أخرى ذكرت الإلياذة أن هيبي كانت حاملة لكأس الآلهة (الكأس الشخصي لزيوس) مع غانميد أو أن هيفيستوس كان مكان هيبي وقد ذكر مرة واحدة.

## معرض صور

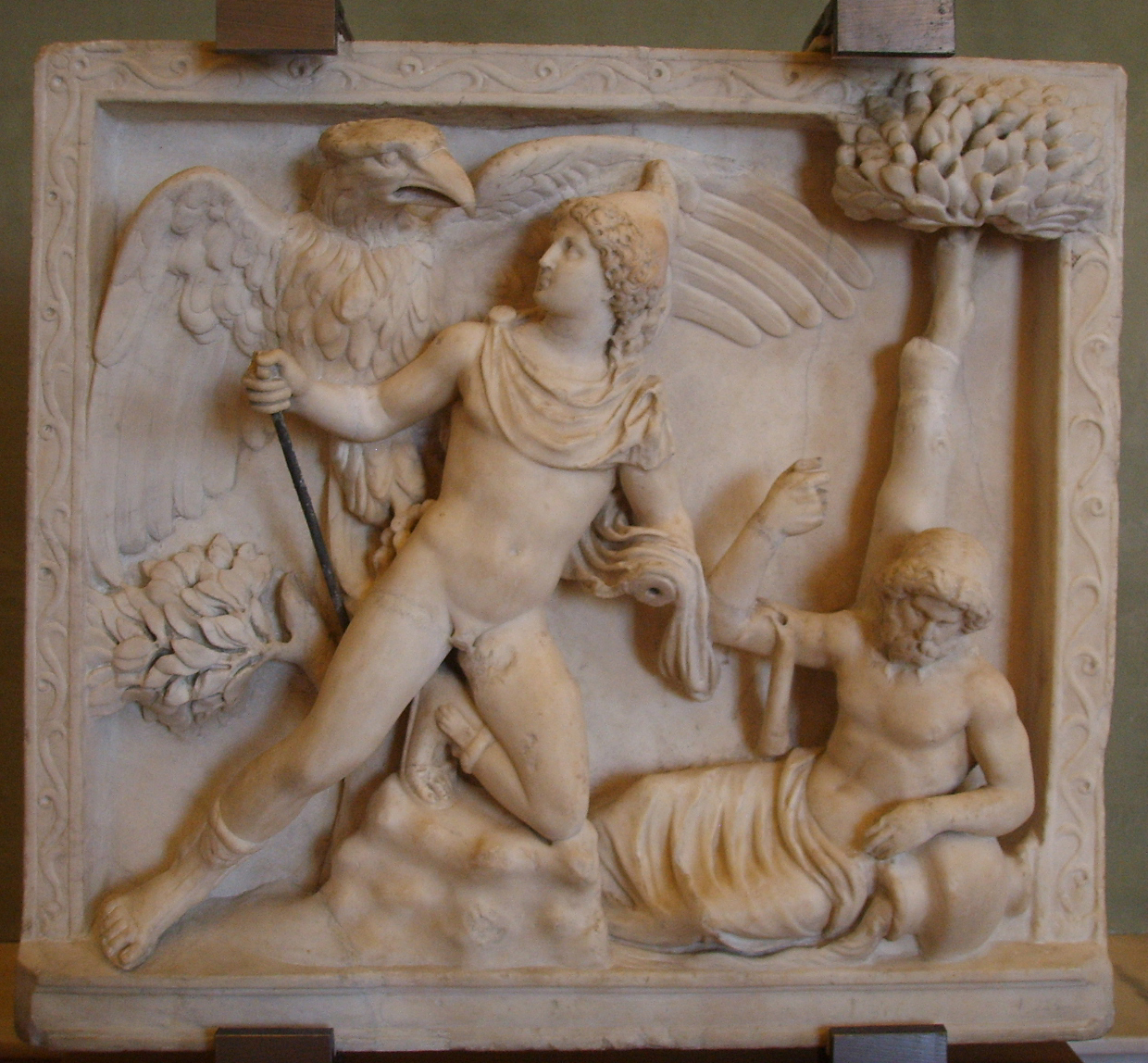
نقش من العصر الروماني يصور نسر زيوس الذي اختطف غانيميد وقبعته الفريجية التي تشير إلى أصل شرقي وإله النهر
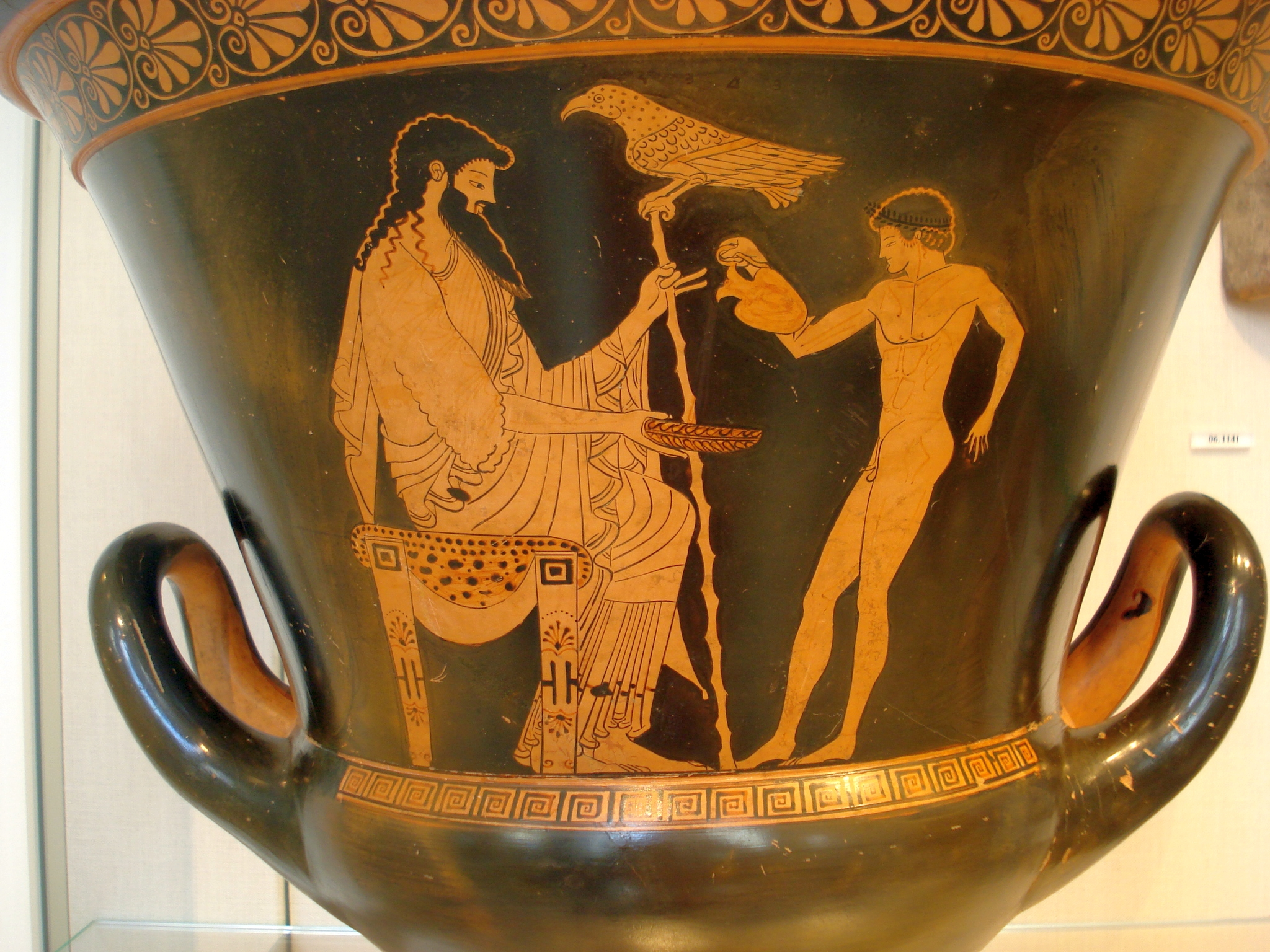
قام غانيميد بسكب الخمر لزيوس (تلاوة العلية الحمراء ذات الشكل الكيراتي من قِبل القربان المقدس، 490-480 قبل الميلاد)
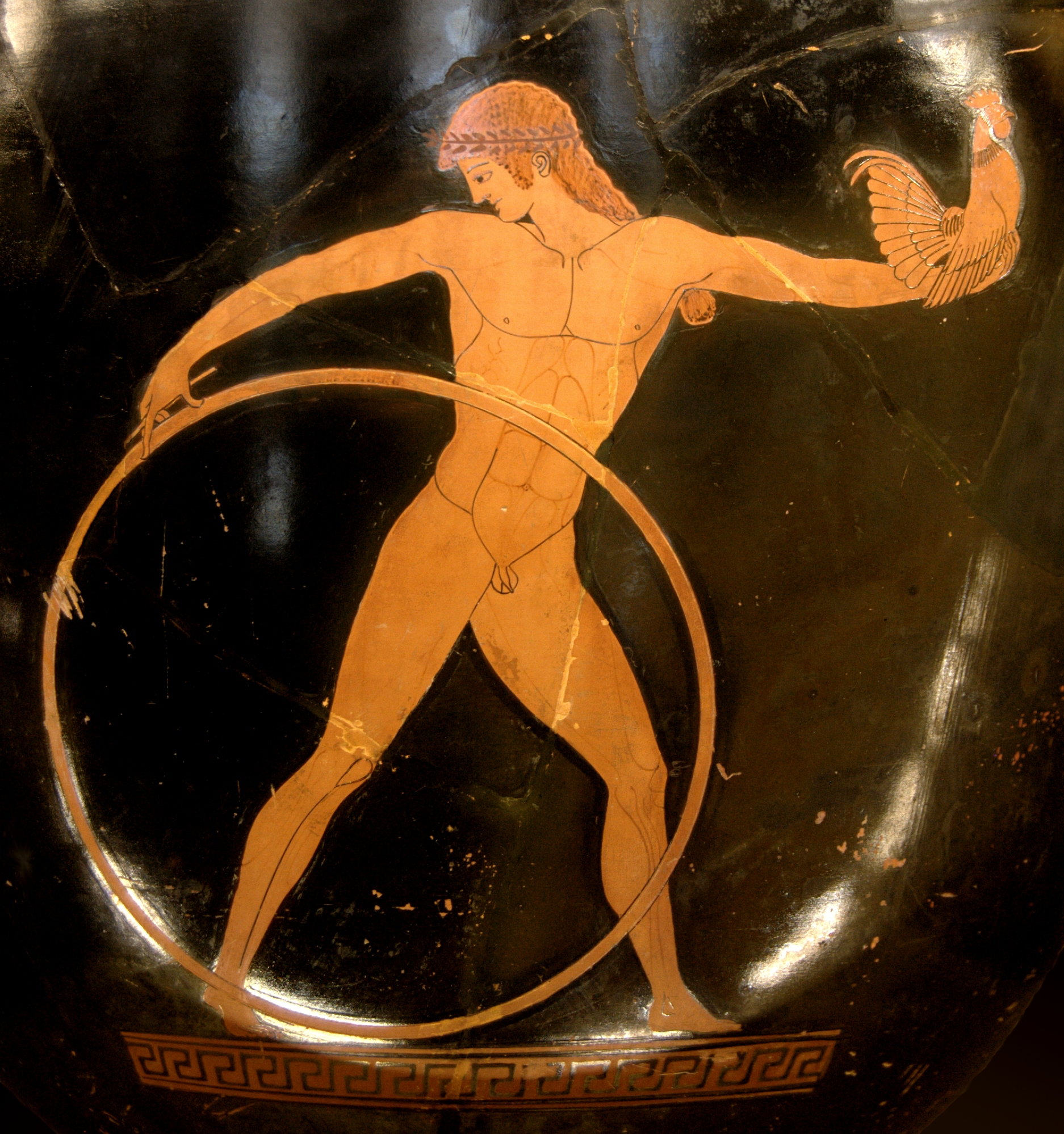
غانيميد يدحرج طوقًا ويحمل فوق موقد صغير، هبة حب من زيوس، تم تصويره في السعي وراء وجه مزهرية من قِبل الرسام في برلين (رسام العلية ذو الشكل الأحمر، 500-490 قبل الميلاد)
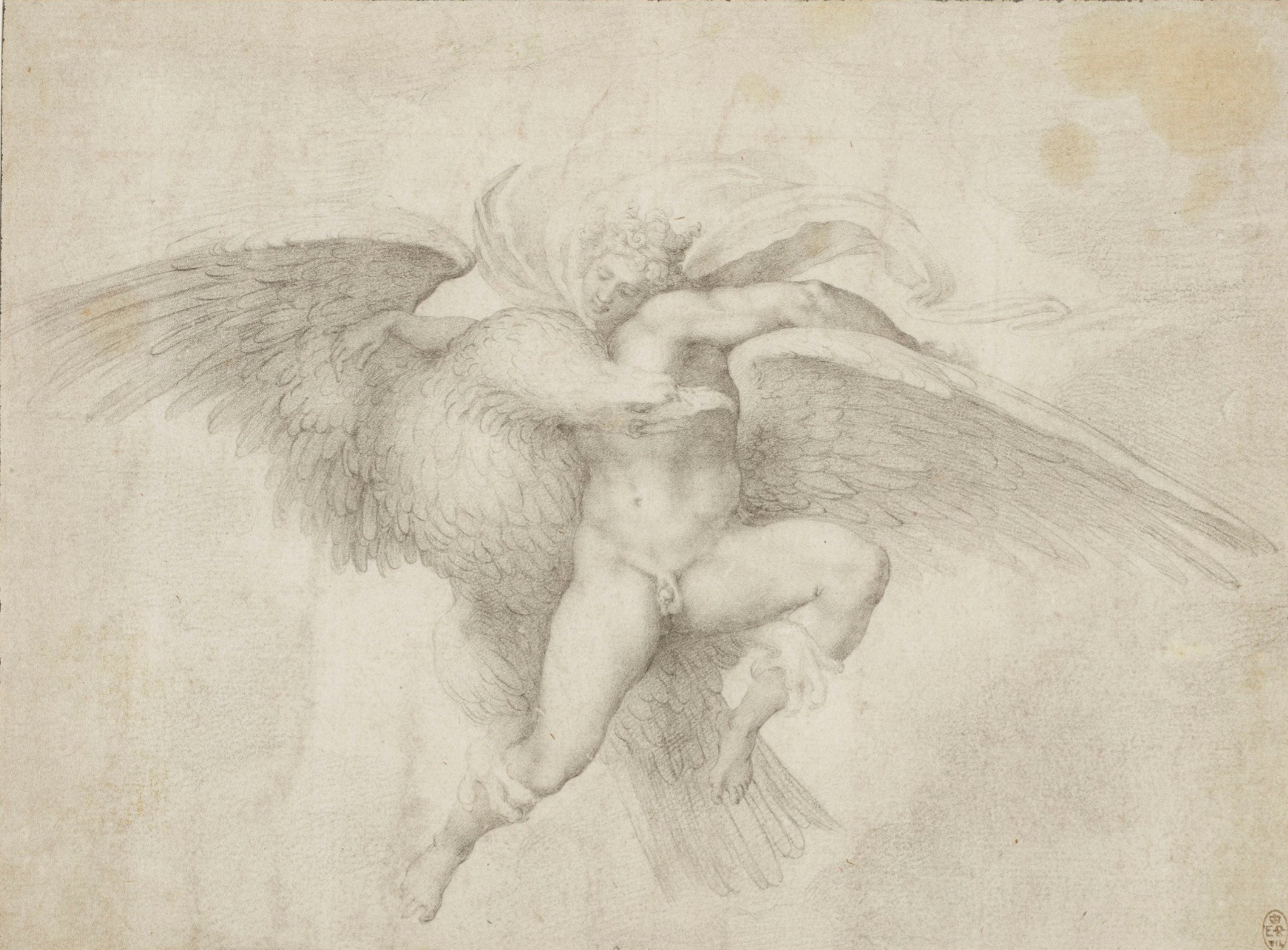
مايكل أنجلو جانيميد. نسخ بعد قلم رصاص أصلي مفقود (1532). المجموعة الملكية، قلعة وندسور
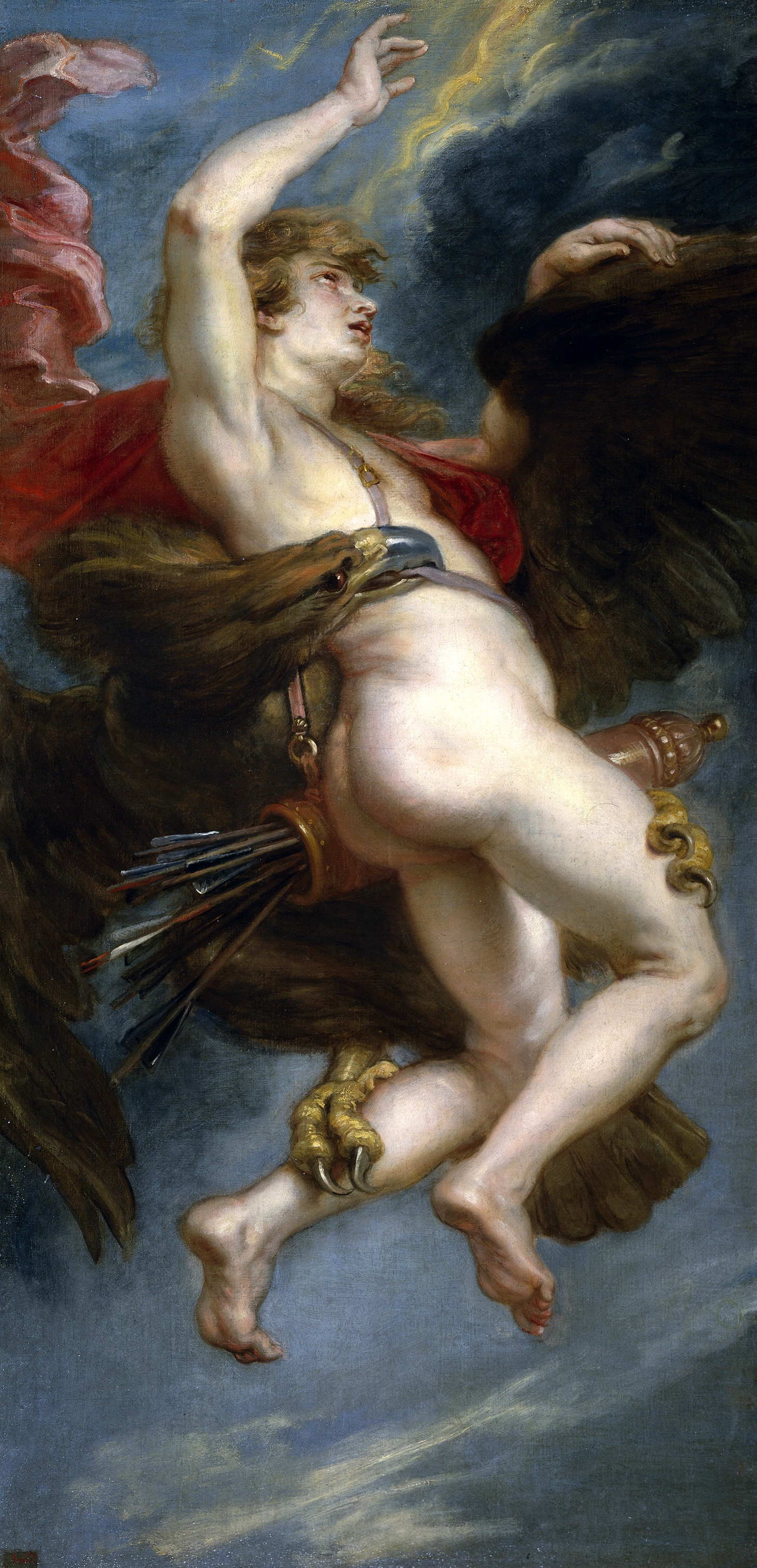
اغتصاب غانيميد، (1611) من قبل روبنز
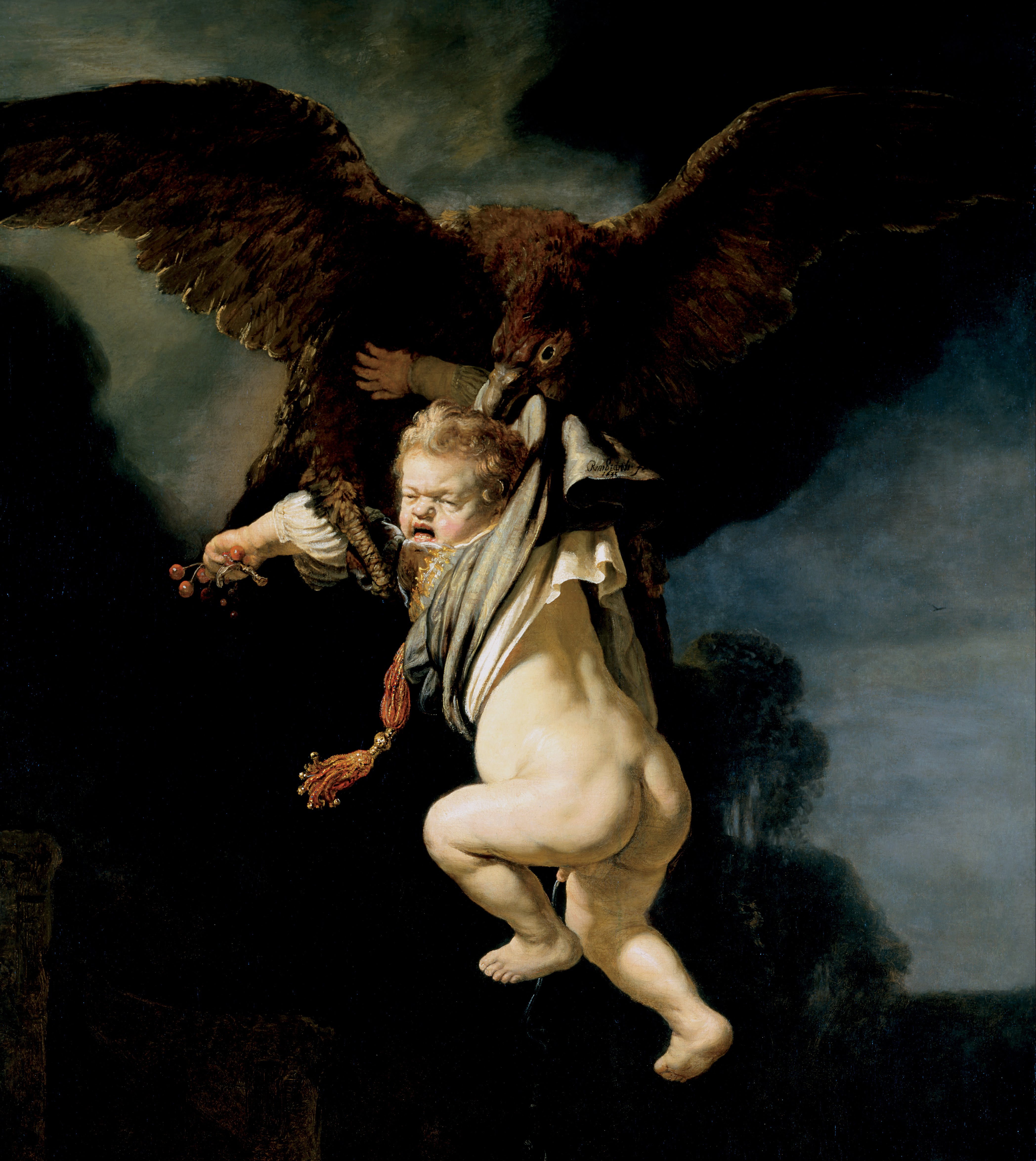
اختطاف غانيميد (1635) من قبل رامبرانت
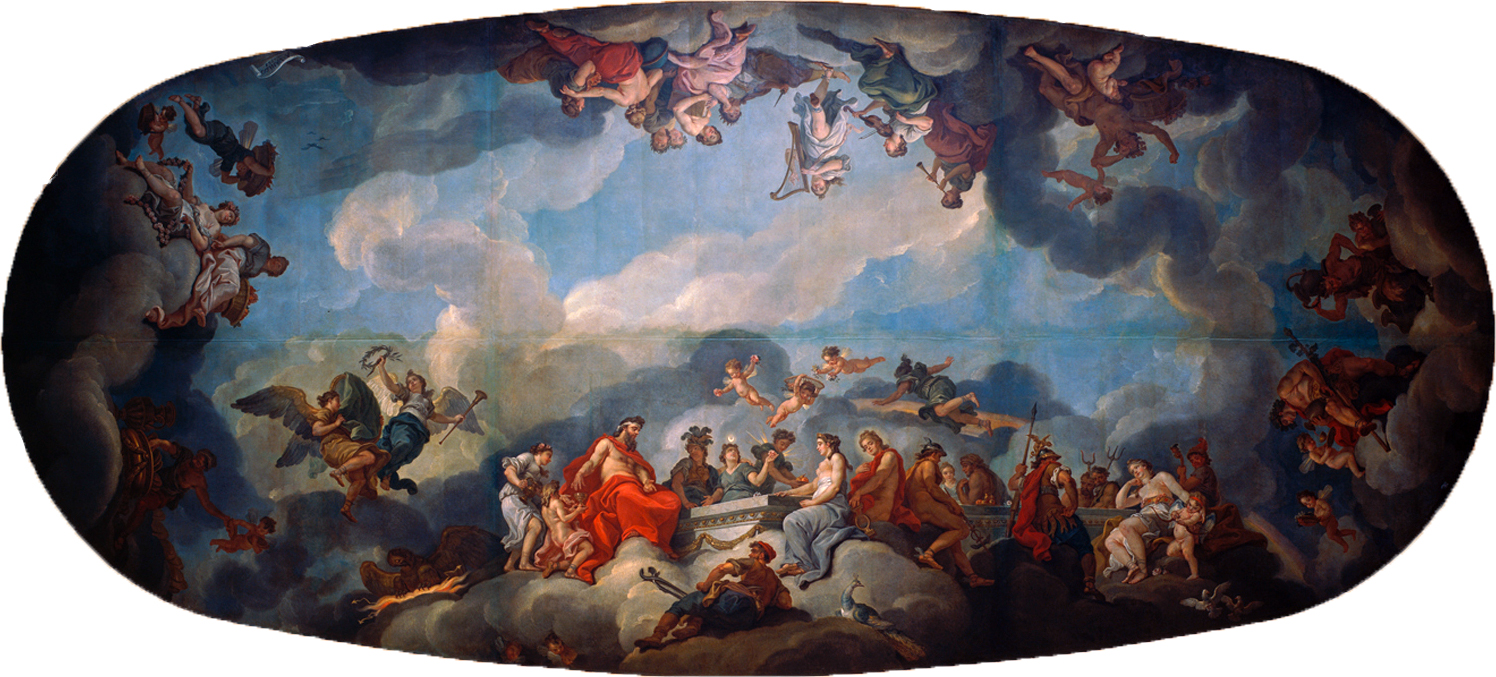
تحريض غانيميد في أوليمبوس (1768) لفان لو
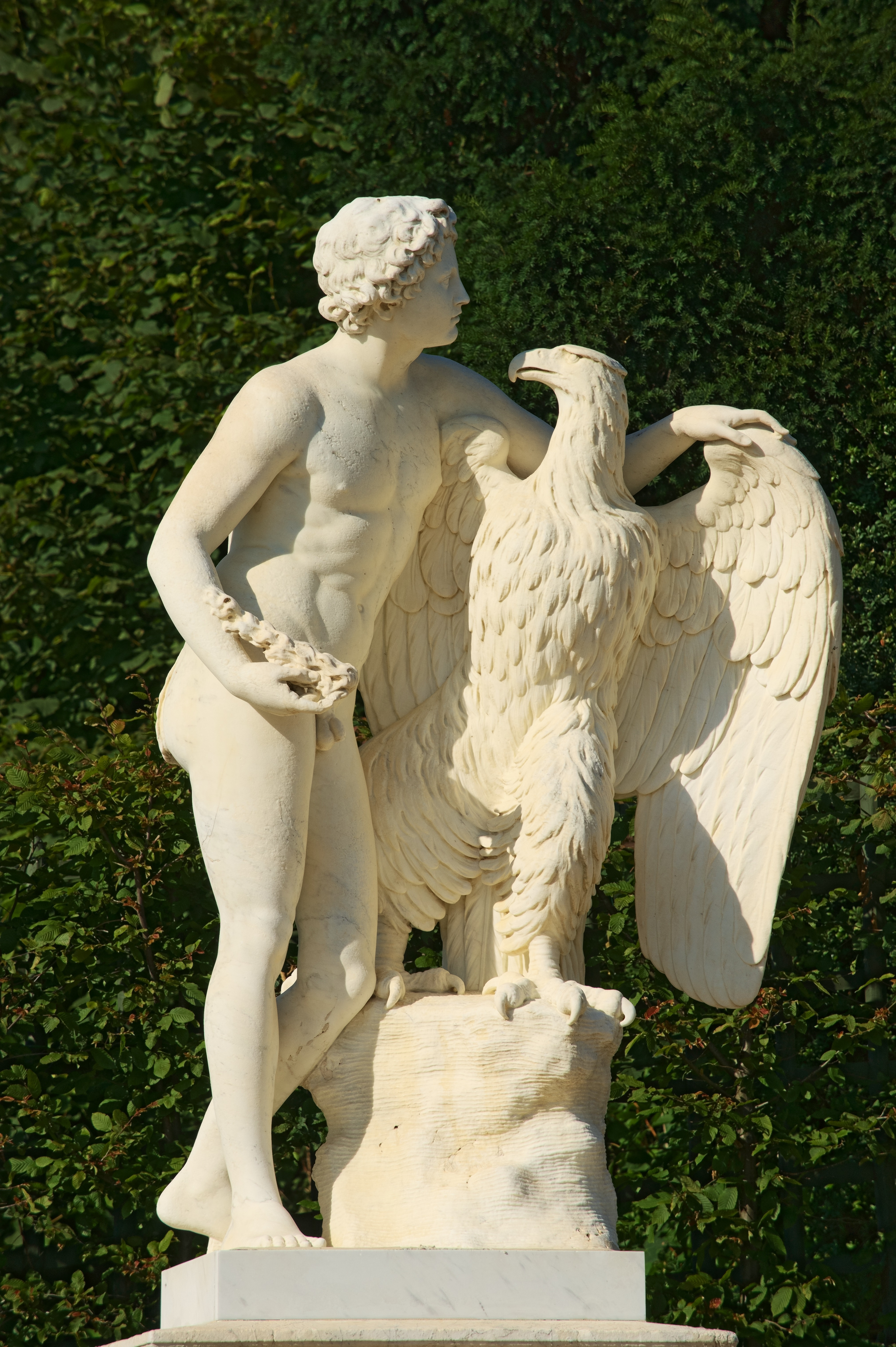
جانيميد مديسي (1684-1685) بقلم بيير لافيرون كما شوهد في فرساي.